# Гаврилов, Константин Викторович
Константин Викторович Гаврилов (26 октября 1957, Усть-Каменогорск — ноябрь 2002, Киев) — советский хоккеист.

## Карьера
Игровую карьеру начал в родном Усть-Каменогорске.
В 1977 году переехал в Киев. В первом же сезоне «Сокол» завоевал путёвку в высшую лигу. Следующие 6 сезонов Гаврилов был основным вратарём клуба.
Провёл 152 игры в высшей лиге.
В сезоне 1984/85 играл в ШВСМ (Киев).
По окончании игровой карьеры тренировал детей. Наиболее известными его воспитанниками являются Руслан Федотенко и Константин Касянчук.
В ноябре 2002 года скончался.